# Вейленд (Нью-Йорк)
Вейленд (англ. Wayland) — місто (англ. town) в США, в окрузі Стубен штату Нью-Йорк. Населення — 3732 особи (2020).

## Демографія
Згідно з переписом 2010 року, у місті мешкали 4102 особи в 1696 домогосподарствах у складі 1128 родин. Було 2009 помешкань
Расовий склад населення:
| - 97,0 % — білих - 1,0 % — чорних або афроамериканців - 0,5 % — азіатів - 0,3 % — корінних американців |

До двох чи більше рас належало 0,9 %. Частка іспаномовних становила 0,9 % від усіх жителів.
За віковим діапазоном населення розподілялося таким чином: 22,7 % — особи молодші 18 років, 61,6 % — особи у віці 18—64 років, 15,7 % — особи у віці 65 років та старші. Медіана віку мешканця становила 42,6 року. На 100 осіб жіночої статі у місті припадало 95,0 чоловіків;  на 100 жінок у віці від 18 років та старших — 92,8 чоловіків також старших 18 років.
Середній дохід на одне домашнє господарство  становив 58 441 долар США (медіана — 51 029), а середній дохід на одну сім'ю — 65 915 доларів (медіана — 56 841). Медіана доходів становила 47 054 долари для чоловіків та 34 700 доларів для жінок. За межею бідності перебувало 10,7 % осіб, у тому числі 14,1 % дітей у віці до 18 років та 8,9 % осіб у віці 65 років та старших.
Цивільне працевлаштоване населення становило 1900 осіб. Основні галузі зайнятості: освіта, охорона здоров'я та соціальна допомога — 27,9 %, роздрібна торгівля — 14,8 %, виробництво — 13,6 %.